# K-Ville
K-Ville est une série télévisée américaine en onze épisodes de 42 minutes, créée par Jonathan Lisco et dont seulement dix épisodes ont été diffusés entre le 17 septembre et le 17 décembre 2007 sur le réseau FOX et en simultané au Canada sur le système E!.
En France, la série est diffusée à partir du 9 novembre 2008 sur Série Club et à partir du 14 mai 2009 sur M6. Elle reste inédite dans les autres pays francophones.

## Synopsis
Cette série met en scène les policiers du New Orleans Police Department après le passage de l'ouragan Katrina, d'où le titre de la série K-Ville pour Katrina-Ville.

## Distribution
- Anthony Anderson (VF : Jean-Louis Faure) : Marlin Boulet
- Cole Hauser (VF : Boris Rehlinger) : Trevor Cobb
- Blake Shields (en) (VF : Guillaume Orsat) : Jeff Gooden
- Tawny Cypress (VF : Géraldine Asselin) : Ginger Lebeau
- John Carroll Lynch (VF : Patrick Messe) : Capitaine James Embry

 Source et légende : version française (VF) sur RS Doublage

## Épisodes
1. Après l'ouragan (Pilot)
2. Sans foi ni loi (Cobb's Web)
3. Personnel et confidentiel (Bedfellows)
4. L'Instinct de survie (No Good Deed)
5. Vengeance divine (Critical Mass)
6. Infiltration (AKA)
7. L'Enfant du miracle (Melissa)
8. Pas de fumée sans feu (Flood, Wind, and Fire)
9. Le prédateur (Boulet in a China Shop)
10. Délit de fuites (Ride Along)
11. Les jeux sont faits (Game Night) non diffusé aux États-Unis

## Commentaires
La série a reçu originellement une commande de treize épisodes, puis le 12 octobre, deux épisodes supplémentaires ont été commandés, mais à la suite du déclenchement de la Grève de la Writers Guild of America de 2007, seulement onze épisodes ont été produits, et le réseau Fox a pu diffuser que dix épisodes avant la pause des fêtes.